# Аскорбат натрия
Аскорбат натрия (также англиц. содиум аскорбат ← sodium ascorbate) — натриевая соль аскорбиновой кислоты. Представляет собой твёрдый кристаллический порошок белого или желтоватого цвета без запаха. В природе встречается в цитрусовых и многих овощах в виде l-(+)-энантиомера.
Находит применение в парфюмерной и пищевой промышленности как антиоксидант, поскольку в водном растворе быстро реагирует с атмосферным кислородом и другими окислителями. Используется также в качестве стабилизатора цвета и источника витамина C. Является пищевой добавкой, разрешённой FDA, USDA, соответствующими учреждениями Европейского союза, Австралии, Новой Зеландии и Японии. Разрешён также в России и обозначается сокращением E301.
Производители БАДов утверждают, что как источник витамина С аскорбат натрия предпочтителен аскорбиновой кислоте из-за меньшей кислотности, возможно имеющей негативное влияние на ЖКТ и проч. При этом умалчивается общая проблема неорганического получения обоих препаратов: замусоренность ~¾ биологически недоступными хиральными компонентами. Но для аскорбата натрия органические производства лишь разрабатываются.